# José Rosas Ribeyro
José Rosas Ribeyro (Lima, 1949 - Barcelona, España, 5 de febrero de 2023), fue un poeta y escritor peruano, perteneciente al Grupo del Infrarrealismo.

## Trayectoria literaria
Es el fundador de la revista "Estación Reunida", la cual, en cinco entregas, marcó el quehacer literario peruano de los años setenta, publicando los primeros poemas de José Watanabe, Tulio Mora, Elqui Burgos y el propio Rosas Ribeyro.
En 1973 formó parte de la antología "Estos Trece" realizada por José Miguel Oviedo y editada por Mosca Azul. Deportado del Perú por el gobierno de Juan Velasco Alvarado en 1975, en momentos que ejercía la responsabilidad de la sección cultural de la revista "Marka" y había dirigido la única entrega de la revista literaria "Uso de la palabra".
Vivió dos años en México, país en el que se vinculó con el Movimiento Infrarrealista y especialmente con Mario Santiago y Roberto Bolaño. Pueden leerse poemas de José Rosas Ribeyro en la "Antología de la Poesía Peruana", vol II, preparada por Alberto Escobar y editada por Peisa y también en las dos antologías realizadas por Ricardo González Vigil. Desde 1977 Rosas Ribeyro vive en Francia. Dos libros suyos son: "Curriculum mortis" y "Ciudad del infierno". Su novela "País sin nombre", una mirada a la vez crítica, erótica y sentimental sobre los años setenta en Latinoamérica, ha sido editada en el Perú por la editorial Mesa Redonda y presentada en octubre del 2011 en la Feria del libro Ricardo Palma.
En París, José Rosas Ribeyro se desempeñó como periodista de temas culturales en Radio Francia Internacional. Colaboró, también, con artículos, entrevistas y textos literarios en revistas como "Casa del tiempo" (México), "Haraui" (Perú), "Martín" (Perú), "Suplemento Cultural de La Jornada" (México), "Memoria" (España), "Trafalgar Square" (España), "Encuentro" (España), "Poética" (Uruguay). Textos suyos fueron traducidos al inglés y al francés.
Falleció en Barcelona, España el domingo 5 de febrero de 2023, a los 73 años de edad.